# Eoasthena rowena
Eoasthena rowena là một loài bướm đêm trong họ Geometridae.